# Kvazár

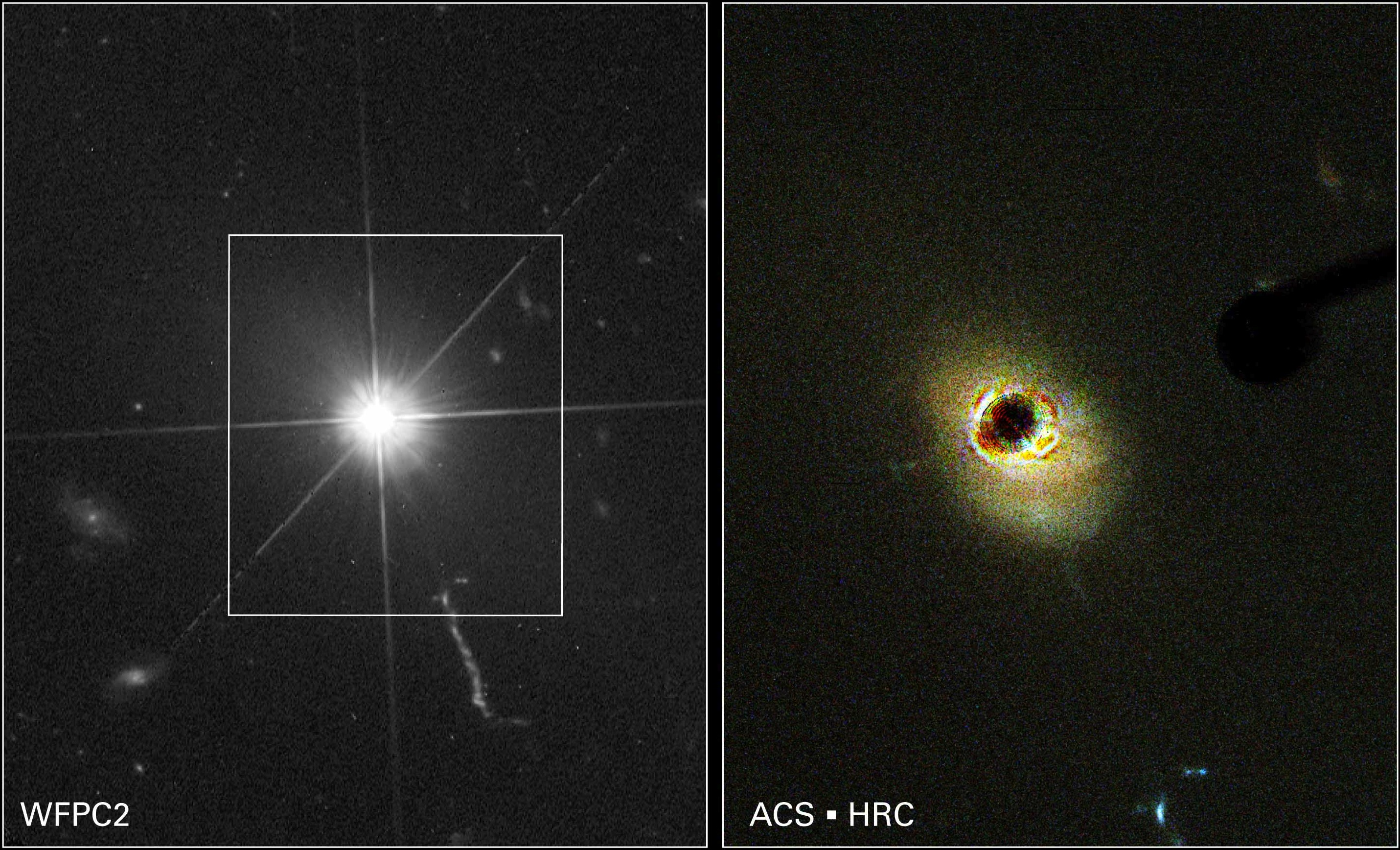
Egy közeli kvazár. A ragyogó, központi csillagszerű fényforrás kitakarása után láthatóvá válik a kvazárnak otthont adó halvány galaxis

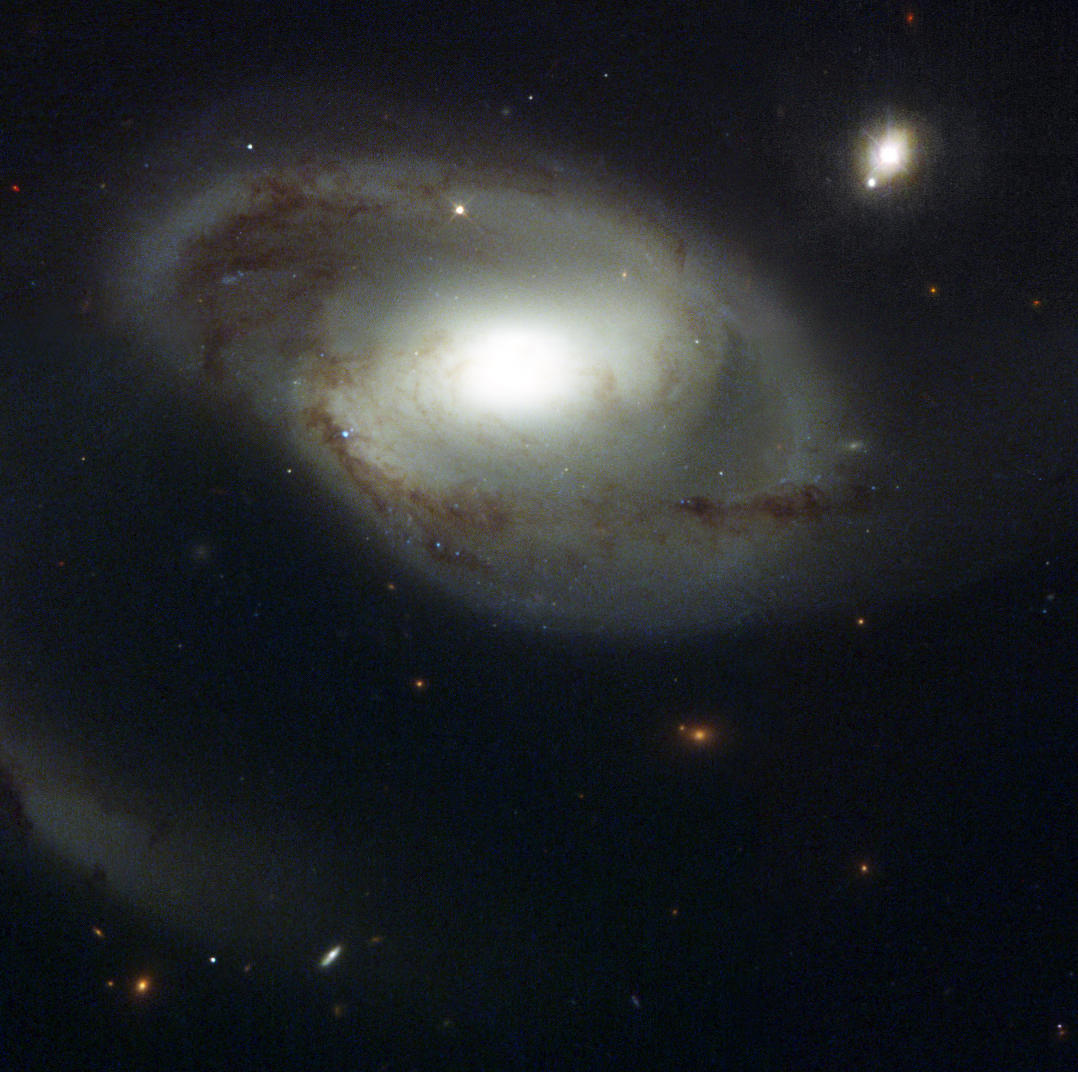
Az NGC 4319 spirálgalaxis, látszólag mellette (a valóságban sokkal messzebb) a Markarjan 205 kvazár. Halton Arp a galaxisok közelében látszó kvazárokra alapozta mára megcáfolt elméletét, amely szerint a kvazárok a galaxisok magjából „dobódnak ki”

A kutatók az 1960-as években csillagszerűnek tűnő rádióforrásokat találtak, amiket kvazároknak neveztek el (az angol quasi-stellar radio source – csillagszerű rádióforrás – rövidítéséből). A csillagszerűségük ellenére a színképük hasonlított a Seyfert-galaxismagok színképeihez. A Seyfert-galaxisok magjának fényessége a galaxisban található csillagok összfényességének a 10–1000-szerese. A kvazárok luminozitása elérheti a 1012 Lo-t is.
A mikrokvazárok a kvazárokhoz hasonló elven termelnek energiát, de sokkal kisebbek. Egy nagy tömegű objektumból (valószínűleg fekete lyukból) és egy csillagból állnak, amelyek egymás körül keringenek. A legismertebb példájuk az SS 433.
A kvazár közepén óriási energiaforrás van, nagy valószínűséggel egy fekete lyuk. Ezt néhány fényév átmérőjű korong veszi körül, melynek közelében gyorsan úszó gázfelhők találhatók, a korongtól távolabb pedig, kb. 100 fényévnyire, ott, ahol a kvazár egybeolvad az anyagalaxissal, vékonyabb és hidegebb felhők keringenek. 1960-ban már pontosan meg tudták határozni, hol található az űrben rádióforrás. 1962-ben úgy tűnt, mintha egy csillag egybeesne egy rádióforrással, a 3C 273-mal. Maarten Schmidt csillagász jött rá, hogy a rádióforrás színképében látható vonalak megfelelhetnek a hidrogéngáznak, ha a csillagszerű égitest fénye eltolódott a vörös szín felé. A 3C 273 tehát olyan égitest, ami a fénysebesség 16%-ával távolodik tőlünk.
A Földről megfigyelhető égitestek közül a kvazároknak a legnagyobb a vöröseltolódásuk. Ezért a kutatók feltételezik, hogy ezek az objektumok a tőlünk legnagyobb sebességgel távolodó objektumok. A becsült tényleges fényességük és a látszólagos fényességük közötti különbségből megbecsülhető, hogy többmilliárd fényévre helyezkednek el, és a legtávolabbi megfigyelhető objektumok között vannak a Világegyetemben.
A ma ismert kvazároknak csak kb. a 10%-a bocsát ki rádióhullámokat. A legtávolabbi kvazárok látszólag a fénysebesség többszörösével távolodnak tőlünk – ld. Hubble-törvény.
A világegyetemben vannak úgynevezett gravitációs lencsék, amelyek eltorzíthatják a kvazárok valódi képét. Ilyen híres lencse például az Einstein-kereszt, ami egy kvazár többszörös képét mutatja.
Röntgenműholdak segítségével nagyon gyors változásokat fedeztek fel a kvazárok röntgensugárzásában. Ezek időtartama néhány nap és néhány óra között változott. Mivel a változást okozó fizikai folyamat nem terjedhet gyorsabban a fénysebességnél, ezeknek az objektumoknak (amik lehetnek például eltérő összetételű beszívott gázok vagy porfelhők) a mérete nem lehet nagyobb néhány fénynapnál.

## A kvazárok kapcsolata más objektumtípusokkal

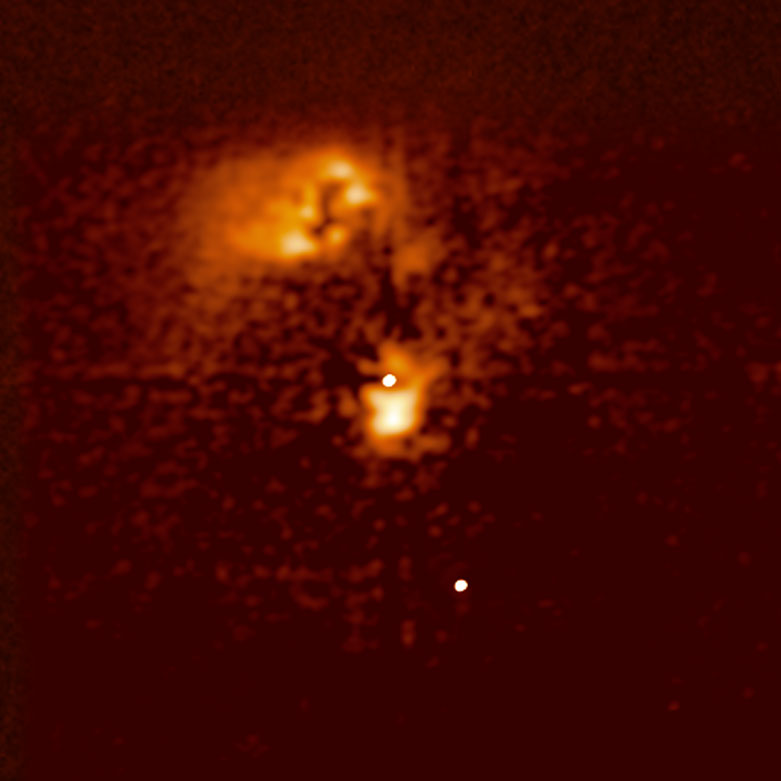
A 3 milliárd fényévre lévő HE0450-2958 kvazár MCS-dekonvolúcióval feldolgozott képe, a központi, csillagszerű fényforrás kivonása után. A képen a kvazárnak otthont adó ősi galaxis látható, amelyben – furcsa módon – nincsenek csillagok, csak izzó gázból áll

A kvazárok, a blazárok és az aktív galaxisok egy osztályt alkotnak a fizikai kinézetük szerint: mindegyiknek a közepén van egy aktív nagyon nagy tömegű fekete lyuk. Az, hogy aktív, ebben az esetben azt jelenti, hogy a hatalmas árapálykeltő ereje ízekre (atomokra) szedi a közelében elhaladó csillagokat, amik anyagának egy részét koncentrált sugárnyalábban kilövi a térbe, a forgása dipólszerű mágneses terének megfelelő irányokba. Ha erre a képződményre (galaxismag, fekete lyuk, anyagsugár [jet]) oldalról nézünk rá, akkor aktív galaxismagot (AGN-t) látunk, ha kb. 45 fokos szögben, akkor kvazárt, ha pedig pontosan a jet irányából, akkor blazárt (azaz BL Lacertae típusú objektumot). Feltételezzük, hogy a blazárok a  megfigyelési irányuk és a jet tengelye között legfeljebb néhány fokos szöget zárnak be. A relativisztikus hatások miatt a felénk szinte fénysebességgel haladó jeteket a spektrum legmagasabb energiájú tartományaiban is "láthatjuk". 
Az AGN-ek, blazárok és kvazárok fénye folyamatosan ingadozik, napos és éves, valamint évtizedes és évszázados időskálán is fényességváltozásokat mutatva. Ritkán előfordul, hogy egy kvazár kitörést produkál: hirtelen felfényesedik.

## A legismertebb kvazárok
A következő táblázat néhány ismertebb kvazár adatait tartalmazza.
Látszólagos fényesség magnitúdóban; z: vöröseltolódás; távolság megaparsecben (1 Mpc = 106 pc = 3,26 millió fényév):
| Kvazár            | Fényesség (m) | Vöröseltolódás | Távolság (Mpc) |
| ----------------- | ------------- | -------------- | -------------- |
| 3C 9              | 18,2          | 2,012          | 6030           |
| 3C 47             | 18,1          | 0,425          | 1270           |
| 3C 48             | 16,2          | 0,367          | 1100           |
| 3C 147            | 17,8          | 0,545          | 1630           |
| 3C 191            | 18,4          | 1,946          | 5830           |
| 3C 196            | 17,6          | 0,871          | 2160           |
| 3C 254            | 18            | 0,734          | 2200           |
| 3C 270,3C 271     | 18,6          | 1,519          | 4550           |
| 3C 273            | 12,8          | 0,158          | 470            |
| 3C 446            | 18,4          | 1,404          | 4200           |
| CTA               | 17,3          | 1,037          | 3110           |
| QSO 2237+0305 A-D | 16,78         | 1,695          | 2500           |
| ULAS J1120+0641   |               | 7,085          |                |